# Amaru Inca Yupanqui
Amaru Inca Yupanqui, també anomenat Amaru Topa Inca (del quítxua Amaru Yupanki, Amaru Tupaq Inka ), va ser un corregent inca. Va regnar a la dècada de 1450. Sovint reconegut com un sobirà tranquil i misericordiós, està lluny de ser un senyor de la guerra assedegat de sang. Malgrat les seves qualitats, el seu menyspreu per la guerra el va fer incapaç de governar perquè l'Imperi Inca necessitava un emperador amb experiència en afers militars per afrontar els perills de l'època.

## Biografia
Fill de l'emperador Pachacutec i Qoya Mama Anawarki (Qoya és l'esposa principal que té el càrrec de reina o emperadriu de l'emperador inca), va néixer a Pomacocha (del quítxua Pumaqucha) mentre el seu pare marxa a Vilcashuaman . De tornada al Cuzco, Pachacutec va organitzar grans festes per celebrar el seu naixement.
Segons la majoria de les cròniques espanyoles, Amaru Yupanqui és un home tranquil i cautelós, descrit de vegades com " filòsof ". Va construir molts edificis importants tant al Cuzco com a les ciutats veïnes. A més, li agraden els treballs agrícoles. El poble es va alegrar quan el governant va escollir Amaru Yupanqui, molt popular entre els súbdits de l'Imperi Inca, com a successor i corregent.
És el fill predilecte de Pachacutec, d'aquí la decisió de nomenar-lo el seu successor.

### Co-regnat
Encara que molt dotat per a l'administració de l'estat, el príncep hereu no va poder familiaritzar-se amb les seves tasques militars. L'emperador Pachacutec va enviar un exèrcit per conquerir els pobles de l'Amazònia, però aquesta expedició va resultar desastrosa. Els inques, acostumats a les altes muntanyes dels Andes, van quedar sorpresos pel clima humit de la selva tropical. Enfurismat per aquesta derrota, Pachacutec decideix fer-se càrrec de les seves forces armades i redirigir-les cap al bosc tropical. Durant l'absència del sobirà, al voltant del llac Titicaca va esclatar una revolta fomentada pels Kollas o Colla, antigament els més poderosos i rics senyors de l'Altiplano andí. En primer lloc, Pachacutec creu que ell mateix pot posar fi a aquesta insurrecció. La revolta sembla que s'ha acabat i Pachacutec torna al Cuzco. Els Colla de seguida van tornar a agafar les armes. Amaru, com a corregent, és l'encarregat de posar fi a la rebel·lió. Els seus dos germans l'acompanyen. Les decisions d'Amaru són totes desastroses per a l'exèrcit inca i, sense l'ajuda dels seus germans, l'hauria portat a un autèntic desastre. Pachacutec assenyala llavors que el jove Amaru no té capacitats militars. A més, els nobles inques (coneguts com els " orelleres ") demostren la seva oposició al seu co-regnat. Amaru cedeix voluntàriament el seu càrrec i el seu germà Tupac Yupanqui és elegit nou successor i corregent. L'historiador Henri Favre considera improbable l'existència d'un "cogovern", indicant en canvi que Tupac Yupanqui, en tornar de les seves expedicions militars, va obligar a Pachacútec a abdicar i a nomenar-lo successor en lloc d'Amaru.
Tanmateix, fins i tot després del seu co-regnat, Amaru encara tenia una gran influència sobre les decisions polítiques i administratives. En absència del seu germà o del seu pare, governa de facto Cuzco. Va ser nomenat cap de la panaca (llinatge) de Tupac Yupanqui. Amaru també s'encarrega del manteniment dels santuaris de Collasuyu. A més, ocupa un lloc d'honor amb Tupac Yupanqui durant els triomfs militars. També va tenir el benefici d'una residència imperial.

### Mort
Probablement va morir abans que Tupac Yupanqui ja que ell no era l'Inca dirigint les operacions durant les disputes successives que van seguir la mort de Tupac, almenys ja no estava al capdavant de la panaca.